# Premjer-Liga 2010
Die Premjer-Liga 2010 war die 19. Spielzeit der höchsten russischen Spielklasse im Fußball. Sie begann am 14. März 2010 und endete am 28. November 2010. Wegen der Fußball-Weltmeisterschaft 2010 musste die Meisterschaft zwischen dem 11. und 12. Spieltag vom 15. Mai bis zum 8. Juli unterbrochen werden. Russischer Meister wurde Zenit Sankt Petersburg.

## Modus
Die 16 Mannschaften spielten an insgesamt 30 Spieltagen aufgeteilt in einer Hin- und einer Rückrunde jeweils zwei Mal gegeneinander. Die letzten zwei Vereine stiegen ab.

## Vor der Saison
Als Titelverteidiger geht wie im Vorjahr Rubin Kasan in die Saison. Anschi Machatschkala und FK Sibir Nowosibirsk ersetzen die beiden Absteiger FK Kuban Krasnodar und FK Chimki. Der FK Moskau zog sich freiwillig aus der Premjer-Liga zurück. Als Ersatz für Moskau wurde der Dritte der 1. Fußball-Division 2009 Alanija Wladikawkas in die Premjer-Liga aufgenommen.

## Teilnehmer
Die Mannschaften der Plätze 1 bis 5, sowie 7 bis 14 der Saison 2009:
- Rubin Kasan
- Spartak Moskau
- Zenit St. Petersburg
- Lokomotive Moskau
- ZSKA Moskau
- Saturn Ramenskoje
- Dynamo Moskau
- Tom Tomsk
- Krylja Sowetow Samara
- Spartak Naltschik
- Terek Grosny
- Amkar Perm
- FK Rostow

Die drei Aufsteiger:
- Anschi Machatschkala
- Sibir Nowosibirsk
- Alanija Wladikawkas

## Abschlusstabelle
| Pl. | Verein                   | Sp. | S  | U  | N  | Tore    | Diff. | Punkte |
| --- | ------------------------ | --- | -- | -- | -- | ------- | ----- | ------ |
| 1.  | Zenit St. Petersburg (P) | 30  | 20 | 8  | 2  | 061:210 | +40   | 68     |
| 2.  | ZSKA Moskau              | 30  | 18 | 8  | 4  | 051:220 | +29   | 62     |
| 3.  | Rubin Kasan (M)          | 30  | 15 | 13 | 2  | 037:160 | +21   | 58     |
| 4.  | Spartak Moskau           | 30  | 13 | 10 | 7  | 043:330 | +10   | 49     |
| 5.  | Lokomotive Moskau        | 30  | 13 | 9  | 8  | 034:290 | +5    | 48     |
| 6.  | Spartak Naltschik        | 30  | 12 | 8  | 10 | 040:370 | +3    | 44     |
| 7.  | Dynamo Moskau            | 30  | 9  | 13 | 8  | 038:310 | +7    | 40     |
| 8.  | Tom Tomsk                | 30  | 10 | 7  | 13 | 035:430 | −8    | 37     |
| 9.  | FK Rostow                | 30  | 10 | 4  | 16 | 027:440 | −17   | 34     |
| 10. | Saturn Ramenskoje 1      | 30  | 8  | 10 | 12 | 027:380 | −11   | 34     |
| 11. | Anschi Machatschkala (N) | 30  | 9  | 6  | 15 | 029:390 | −10   | 33     |
| 12. | Terek Grosny             | 30  | 8  | 9  | 13 | 028:340 | −6    | 33     |
| 13. | Krylja Sowetow Samara    | 30  | 7  | 10 | 13 | 028:400 | −12   | 31     |
| 14. | Amkar Perm               | 30  | 8  | 6  | 16 | 024:350 | −11   | 30     |
| 15. | Alanija Wladikawkas (N)  | 30  | 7  | 9  | 14 | 025:410 | −16   | 30     |
| 16. | Sibir Nowosibirsk (N)    | 30  | 4  | 8  | 18 | 034:580 | −24   | 20     |

Platzierungskriterien: 1. Punkte – 2. Siege – 3. Direkter Vergleich (Punkte, Tordifferenz, geschossene Tore) – 4. Tordifferenz – 5. geschossene Tore
| (M) | amtierender russischer Meister      |
| (P) | amtierender russischer Pokalsieger  |
| (N) | Aufsteiger aus der 1. Division 2009 |

## Kreuztabelle
Die Kreuztabelle stellt die Ergebnisse aller Spiele dieser Saison dar. Die Heimmannschaft ist in der linken Spalte, die Gastmannschaft in der oberen Zeile aufgelistet.
| 2010                  | Rubin Kasan | Spartak Moskau | Zenit Sankt Petersburg | Lokomotive Moskau | PFK ZSKA Moskau | Saturn Ramenskoje | FK Dynamo Moskau | Tom Tomsk | Krylja Sowetow Samara | Spartak Naltschik | Terek Grosny | Amkar Perm | FK Rostow | Anschi Machatschkala | Sibir Nowosibirsk | Alanija Wladikawkas |
| --------------------- | ----------- | -------------- | ---------------------- | ----------------- | --------------- | ----------------- | ---------------- | --------- | --------------------- | ----------------- | ------------ | ---------- | --------- | -------------------- | ----------------- | ------------------- |
| Rubin Kasan           |             | 1:1            | 2:2                    | 2:0               | 0:1             | 2:0               | 2:0              | 2:1       | 3:0                   | 1:1               | 0:0          | 3:0        | 2:1       | 0:0                  | 1:0               | 1:0                 |
| Spartak Moskau        | 0:1         |                | 1:0                    | 2:1               | 1:2             | 2:1               | 0:1              | 4:2       | 0:0                   | 0:0               | 2:1          | 2:2        | 2:1       | 3:0                  | 5:3               | 3:0                 |
| Zenit St. Petersburg  | 2:0         | 1:1            |                        | 1:0               | 1:3             | 6:1               | 1:1              | 2:0       | 0:0                   | 3:1               | 0:0          | 2:0        | 5:0       | 2:1                  | 2:0               | 3:0                 |
| Lokomotive Moskau     | 0:0         | 2:3            | 0:3                    |                   | 1:0             | 0:1               | 3:2              | 2:1       | 3:0                   | 1:0               | 2:1          | 2:0        | 0:1       | 2:1                  | 1:1               | 3:0                 |
| ZSKA Moskau           | 0:0         | 3:1            | 0:2                    | 1:1               |                 | 1:1               | 0:0              | 3:1       | 4:3                   | 1:2               | 4:1          | 1:0        | 2:0       | 4:0                  | 1:0               | 2:1                 |
| Saturn Ramenskoje     | 0:0         | 0:0            | 0:1                    | 0:1               | 1:1             |                   | 3:2              | 1:2       | 1:1                   | 3:1               | 1:0          | 2:2        | 0:2       | 1:0                  | 1:1               | 1:1                 |
| Dynamo Moskau         | 2:2         | 1:1            | 1:2                    | 3:0               | 0:0             | 1:0               |                  | 0:0       | 1:1                   | 0:3               | 3:1          | 1:1        | 3:2       | 4:0                  | 4:1               | 2:0                 |
| Tom Tomsk             | 0:1         | 2:2            | 0:0                    | 1:1               | 0:3             | 2:2               | 1:0              |           | 1:1                   | 1:0               | 2:1          | 1:0        | 2:1       | 1:4                  | 3:2               | 1:1                 |
| Krylja Sowetow Samara | 0:2         | 0:0            | 0:1                    | 0:0               | 0:1             | 2:1               | 1:0              | 2:3       |                       | 2:0               | 1:3          | 1:1        | 1:2       | 3:0                  | 1:1               | 1:0                 |
| Spartak Naltschik     | 1:1         | 0:2            | 2:3                    | 1:1               | 1:1             | 2:0               | 0:1              | 4:2       | 1:0                   |                   | 2:1          | 2:1        | 5:2       | 1:3                  | 4:2               | 2:1                 |
| Terek Grosny          | 1:1         | 2:0            | 0:0                    | 0:0               | 0:3             | 2:0               | 1:1              | 1:0       | 2:0                   | 1:1               |              | 1:0        | 1:1       | 1:3                  | 1:1               | 2:0                 |
| Amkar Perm            | 0:1         | 0:2            | 0:2                    | 1:2               | 0:0             | 0:1               | 0:1              | 2:1       | 2:1                   | 3:1               | 2:0          |            | 1:0       | 1:0                  | 3:1               | 1:0                 |
| FK Rostow             | 0:2         | 1:0            | 1:3                    | 1:2               | 1:0             | 1:0               | 1:1              | 0:2       | 1:2                   | 1:1               | 1:0          | 2:1        |           | 1:0                  | 0:1               | 0:1                 |
| Anschi Machatschkala  | 0:1         | 0:1            | 3:3                    | 0:1               | 1:2             | 1:2               | 1:1              | 1:0       | 0:0                   | 0:0               | 1:0          | 1:0        | 1:2       |                      | 1:0               | 2:0                 |
| Sibir Nowosibirsk     | 2:2         | 0:0            | 2:5                    | 2:2               | 1:4             | 0:1               | 2:2              | 0:1       | 4:1                   | 0:2               | 0:2          | 1:0        | 2:0       | 2:4                  |                   | 1:2                 |
| Alanija Wladikawkas   | 1:1         | 5:2            | 1:3                    | 0:0               | 1:3             | 1:1               | 0:0              | 2:1       | 2:3                   | 1:0               | 2:1          | 0:0        | 0:0       | 0:0                  | 2:1               |                     |

## Nach der Saison
Neben dem Meister Zenit St. Petersburg nahm auch der Zweitplatzierte ZSKA Moskau an der UEFA Champions League 2011/12 teil. Rubin Kasan startete in der 3. Qualifikationsrunde zu diesem Wettbewerb. Spartak Moskau und Lokomotive Moskau nahmen an den Play-offs der UEFA Europa League 2010/11 teil. Neuling und Absteiger Alanija Wladikawkas qualifizierte sich als Pokalfinalist für die 3. Qualifikationsrunde der Europa League teil, da Pokalsieger ZSKA Moskau bereits für die Champions League gemeldet hatte.
Kuban Krasnodar und Wolga Nischni Nowgorod durften 2011/12 an der Premjer-Liga teilnehmen, da sie in der 1. Division 2010 die ersten beiden Plätze belegten. Dagegen musste Saturn Ramenskoje auf Grund massiver Schulden die Premjer-Liga verlassen. Den Platz übernahm der Fünfte der 1. Division FK Krasnodar.

## Torschützen
| Pl. | Name                 | Verein                 | Tore |
| --- | -------------------- | ---------------------- | ---- |
| 01. | Welliton             | Spartak Moskau         | 19   |
| 02. | Oleksandr Alijew     | Lokomotive Moskau      | 14   |
| 02. | Sjarhej Karnilenka   | Rubin Kasan            | 14   |
| 04. | Alexander Kerschakow | Zenit Sankt Petersburg | 13   |
| 05. | Wladimir Djadjun     | Spartak Naltschik      | 10   |
| 05. | Danny                | Zenit Sankt Petersburg | 10   |
| 05. | Artjom Dsjuba        | Tom Tomsk              | 10   |
| 08. | Schamil Assildarow   | Terek Grosny           | 09   |
| 08. | Kevin Kurányi        | Dynamo Moskau          | 09   |
| 08. | Vágner Love          | ZSKA Moskau            | 09   |

## Die Meistermannschaft von Zenit Sankt Petersburg
(Spieler mit mindestens fünf Einsätzen wurden berücksichtigt, in Klammern sind die Spiele und Tore angegeben)
| 1.                     | Zenit Sankt Petersburg |
| ---------------------- | --- |
| Zenit Sankt Petersburg | - Tor: Wjatscheslaw Malafejew (21/-), Juri Schewnow (8/-) - Abwehr: Bruno Alves (14/-), Alexander Anjukow (27/1), Tomáš Hubočan (23/-), Ivica Križanac (14/1), Nicolas Lombaerts (26/3), Aleksandar Luković (11/-), Fernando Meira (11/-) - Mittelfeld: Wladimir Bystrow (25/6), Igor Denissow (24/-), Wiktor Faisulin (14/2), Szabolcs Huszti (13/1), Alexei Ionow (11/-), Alessandro Rosina (15/2), Roman Schirokow (21/6), Sergei Semak (12/2), Konstantin Syrjanow (28/2) - Sturm: Alexander Bucharow (9/4), Danny (27/10), Maxim Kanunnikow (12/1), Alexander Kerschakow (28/13), Danko Lazović (20/5) - Trainer: Luciano Spalletti |